# ツイてるね聖ちゃん
『ツイてるね聖ちゃん』（ツイてるねひじりちゃん）は、安藤なつみによる日本の漫画作品。
『なかよし』（講談社）にて1998年4月号から同年8月号まで連載された。全5話。そのほか、同誌同年11月号と同誌同年4月号増刊『はるやすみランド』に番外編が掲載された。単行本は同社の講談社コミックスなかよしより全1巻。
本作は、作者の『なかよし』本誌での初の連載であり、また初めて単行本化された作品でもある。

## 書誌情報
- 安藤なつみ 『ツイてるね聖ちゃん』 講談社〈講談社コミックスなかよし〉、1998年10月6日第1刷発行、ISBN 4-06-178901-5
  - 本編のほか、『なかよし』1998年11月号に掲載の番外編が同時収録されている。